# Синагога Хобарта
Хобартская синагога — охраняемый объект наследия, синагога, расположенная по адресу Аргайл-стрит, 59, Хобарт, Тасмания, Австралия. Эта синагога является старейшим зданием синагоги в Австралии и редким примером архитектурного стиля Египтизирующий стиль в синагогальном зодчестве. Здание в стиле египетского возрождения было построено в 1845 году. Трапециевидная форма окон и колонны с капителями в виде лотоса характерны для стиля египетского возрождения. В настоящее время в Хобартской синагоге регулярно проводятся службы ортодоксального и прогрессивного направлений.
Земля, на которой стоит синагога, изначально была частью сада бывшего каторжника Джуды Соломона. Синагога вмещает 150 человек и имеет жесткие скамьи в задней части здания для еврейских каторжников, которых в первые годы приводили под вооруженной охраной. Синагога внесена в Реестр наследия Тасмании (англ. Tasmanian Heritage Register) .

## История
Вопрос о строительстве синагоги был поднят, когда еврейская община Хобарта начала формироваться в 1830-х годах. Синагога еврейской общины Хобарта была освящена 4 июля 1845 года. Здание было спроектировано архитектором из Хобарт-Тауна Джеймсом Томсоном, который был шотландским каторжником, помилованным в 1829 году.
Хотя в начале XIX века было построено несколько синагог и церквей в стиле египетского возрождения, известно, что сохранились лишь немногие из них, в том числе Даунтаун пресвитерианская церковь, Нэшвилл (англ. Downtown Presbyterian Church (Nashville)) , Первая пресвитерианская церковь (англ. Old Whaler's Church (Sag Harbor)) , Нью-Йорк, Старая синагога (Кентербери), Англия и Синагога лансертона (англ. Launceston Synagogue).

## Современное использование
Синагога является центром еврейской культуры в Хобарте и единственным зданием, принадлежащим общине.
Община открыта для всех евреев и в настоящее время проводит как ортодоксальные, так и прогрессивные службы.
Еврейская община Тасмании достигла низшей точки в начале 1970-х годов, когда перепись зафиксировала менее 100 евреев в Хобарте. По данным переписи наеления Австралии 2021 года (англ. 2021 Australian census) в Тасмании проживало 376 евреев.

## Галерея
- Скамья для каторжников
- Арон кодеш
- Номер места
- Свитки Торы